# Agrostis villarsii
Agrostis villarsii é uma espécie de gramínea do gênero Agrostis, pertencente à família Poaceae.